# هوارد أرمسترونغ
هوارد أرمسترونغ (بالإنجليزية: Howard Armstrong)‏ هو لاعب كرة قاعدة أمريكي، ولد في 2 ديسمبر 1889، وتوفي في 8 مارس 1926 في كانسيتيو في الولايات المتحدة.

## وصلات خارجية
- هوارد أرمسترونغ على موقعبيزبول رفرنس.كوم (الدوري الرئيسي) (الإنجليزية)
- هوارد أرمسترونغ على موقعبيزبول رفرنس.كوم (الدوري الثانوي) (الإنجليزية)